# Prolophota bisignata
Prolophota bisignata là một loài bướm đêm trong họ Erebidae.